# Oz (język programowania)
Oz – wieloparadygmatowy imperatywny, obiektowy, funkcyjny, logiczny język programowania. 

Oz został stworzony w 1991 przez Gerta Smolka i grupę jego studentów na Katolickim Uniwersytecie w Lowanium. W 1996 rozwój języka Oz wsparli Seif Haridi i Peter Van Roy z Swedish Institute of Computer Science. Od 1999 prace nad językiem Oz nadzoruje międzynarodowa grupa Mozart Consortium.
Oz jest językiem mocno typizowanym, z typizacją dynamiczną, co pozwala na uzyskanie dużej elastyczności programów. Oz pozwala na zapoznanie się z innymi paradygmatami programowania, dzięki czemu zdobył dość dużą popularność.

## Przykładowy kod
Deklaracja zmiennej X1
```
declare X1

```

Deklaracja zmiennej i przypisanie jej wartości
```
declare X1
X1 = 1 + 2

```

Deklaracja zmiennej i przypisanie jej wartości (float)
```
declare X1
X1 = 1.5

```

Deklaracja listy
```
declare L1 = 1|2|3|nil

```

Wyświetlanie zawartości zmiennej
```
{Show L1}

```